# 秀洲区
秀洲区是中國浙江省嘉兴市下辖的一个市辖区，地处长三角都市圈的黄金枢纽位置，东邻上海，西靠杭州，南濒杭州湾，北接苏州，是长三角核心区域的几何中心；秀洲区总面积为547.78平方公里。区人民政府驻洪兴西路1765號。

## 地名由来
古置秀州，有秀水傍城墙流过，故而得名。

## 行政区划
秀洲区下辖9个乡级行政区（4个街道、5个镇）：
新城街道、高照街道、嘉北街道、塘汇街道、王江泾镇、油车港镇、新塍镇、王店镇和洪合镇。

## 人口
根据第七次全国人口普查数据，截至2020年11月1日零时，秀洲区常住人口为556971人。

## 交通
- 沪昆铁路：马王塘站